# Schulpengat (vaargeul)
Het Schulpengat is een vaargeul gelegen tussen het Nederlandse Waddeneiland Noorderhaaks en de nederzettingen Den Helder en Julianadorp, beide gelegen aan de westkust van Noord-Holland. Het Schulpengat grenst aan de Noordzee in het westen en aan het Marsdiep in het oosten. Het is naast het Molengat een van de twee directe routes die van de Noordzee naar het Marsdiep leiden, en is van de twee routes het best bevaarbaar.
De minste diepte in het Schulpengat werd in april 2020 gemeten op 8,6 meter onder LAT. De vaargeul is door de eeuwen heen redelijk stabiel gebleven.

## Archeologische vondsten
In de jaren tachtig van de twintigste eeuw werden er bij Callantsoog meerdere zandsuppleties uitgevoerd om de kust te versterken. Hiervoor werd zand uit het Schulpengat gebruikt, op de plek waar voorheen het voormalige eiland Huisduinen lag. In het zand dat vervolgens de kust van Callantsoog gestort is, zijn in de jaren daarna verschillende archeologische vondsten gedaan uit de periode dat Vikingen nog in de zeeën voor de Nederlandse kust voeren. Voorbeelden hiervan zijn aan elkaar gehechte munten of de zilveren Scandinavische armband die tentoongesteld wordt in het Rijksmuseum van Oudheden. Mogelijkerwijs lag er in het Schulpengat een Vikingschat verborgen, maar evengoed kan het ook zo zijn dat er geen connectie tussen de archeologische vondsten uit deze tijd bestaat.
Verder liggen er ook scheepswrakken in de wateren van het Schulpengat. Een voorbeeld is het wrak van het linieschip Hollandia, dat op 26 maart 1698 in het Schulpengat verging. In begin 1698 was op het schip de pest uitgebroken, die de ruim 360 koppen tellende bemanning sterk deed afnemen. De controle over het schip raakte hierdoor uiteindelijk verloren en de Hollandia zonk. In 1698 zonk ook het gelijknamige vlaggenschip Hollandia uit 1683 in het Schulpengat naar de bodem. Ook deze Hollandia werd gevonden na de zandsuppleties bij Callantsoog.

## MSSchulpengat
De Koninklijke N.V. Texels Eigen Stoomboot Onderneming (TESO), de onderneming die de vaart van de veerboot tussen 't Horntje (Texel) en Den Helder verzorgt, nam in 1990 de veerboot Schulpengat in de vaart. Deze boot werd vernoemd naar de gelijknamige vaargeul en voer tot en met 2017 over het Marsdiep.